# Universitat d'Orleans
La Universitat d'Orleans (Université d'Orléans en francès) és una universitat pública francesa amb seu a la ciutat d'Orleans, al departament de Loiret.

## Història
Fundada el 1306 pel papa Climent V, la Universitat d'Orleans esdevingué un important centre d'estudis de dret durant l'edat mitjana. Ara bé, abans d'aquest data ja s'impartien classes de dret romà a Orleans, disciplina en què s'especialitzà la Universitat. Els estudis de dret romà s'iniciaren el 1235 sota autorització del papa Gregori IX. Anteriorment, l'any 1219, el Papat havia prohibit l'ensenyament del dret romà a la ciutat de París.
La Universitat adquirí ràpidament una bona reputació, fet que provocà que nombrosos estudiants estrangers (principalment d'Anglaterra, Alemanya, Espanya i Països Baixos) s'instal·lessin a la ciutat per estudiar-hi. Tant és així que al segle xiv el nombre d'estudiants inscrits era de 500. Al segle xvi hi estudià un dels seus estudiants més il·lustres, Joan Calví, que el 1532 hi obtingué el títol de doctor en Dret. Posteriorment, Calví fou professor d'aquesta mateixa universitat.
La Universitat restà oberta fins que l'any 1793, un decret de la Convenció obligà a tancar-la. D'aquest primer període només es conserva la salle des Thèses. Construïda al segle xv en estil gòtic, aquesta sala, que es troba a l'actual rue Pothier, era una biblioteca on els estudiants feien llurs exàmens. La resta d'edificis de la Universitat, situats a l'actual rue de l'Université, en ple centre històric d'Orleans, no s'han conservat. Això sí, es té constància de què el barri estudiantil es trobava molt a prop de la Universitat, als voltants de la col·legiata de Saint-Pierre-le-Pueillier.

## La reobertura de la Universitat d'Orleans
El departament de Loiret romangué sense universitat fins a començaments dels anys 60, quan es reobrí la Universitat sota l'impuls de Roger Secrétain, batlle d'Orleans, i de Gérald Antoine, el primer rector que tingué l'acadèmia d'Orleans-Tours. Per a acollir el nou campus, l'Ajuntament de la ciutat i el Consell General de Loiret compraren un terreny d'unes quatre-centres hectàrees del Domaine de La Source, situat a deu quilòmetres al sud del centre d'Orleans, dins el terme municipal de Saint-Cyr-en-Val. La compra es realitzà el 23 de desembre de 1959 per un valor de 110 milions de francs. El 8 de maig de 1960, visitaren els terrenys Michel Debré, primer ministre de França, i Louis Joxe, ministre de l'educació nacional, els quals es comprometeren a reobrir la Universitat d'Orleans. Finalment, el curs 1961-1962 el campus d'Orleans - La Source obrí les portes amb 155 estudiants de ciències. El 26 d'abril de 1962, un decret del prefecte incorporà tot el barri de La Source al municipi d'Orleans.
Actualment, la major part d'estudis s'imparteixen al campus d'Orleans - La Source, on es troben les quatre facultats (oficialment conegudes com a unités de formation et recherche):
- Dret, Economia i Gestió
- Lletres, Llengües i Ciències Humanes
- Ciències
- Ciències i Tècniques de les Activitats Físiques i Esportives (sovint abreujat STAPS)

En aquest mateix campus també s'hi troben l'Escola Politècnica Universitària d'Orleans (coneguda popularment com a Polytech'Orléans) i l'Institut Universitari de Tecnologia (sovint abreujat IUT) d'Orleans.
Així mateix, la Universitat d'Orleans s'ha instal·lat en altres ciutats situades fora del departament de Loiret, però encara dins la regió Centre - Vall del Loira. Aquestes ciutats són Bourges, Chartres, Châteauroux i Issoudun i els estudis oferts són dispensats bé pels seus respectius IUT (Châteauroux i Issoudun no disposen d'un IUT propi sinó que comparteixen l'IUT de l'Indre) o per antenes de les facultats situades a Orleans.